# Зигмунт Гораздовський
Зигмунт Кароль Гораздовський (1 листопада 1845 Сянік — 1 січня 1920 Львів) — католицький святий, шляхтич, галицький священник, засновник згромадження Сестер святого Йосипа.

## Родовід
|  |                       |  |  |  |  |  |  |  |  |  |  |  |  |  |  |  |
|  | Симон Гораздовський   |  |  |  |  |  |  |  |  |  |  |  |  |  |  |  |
|  |                       |  |  |  |  |  |  |  |  |  |  |  |  |  |  |  |
|  |                       |  |  |  |  |  |  |  |  |  |  |  |  |  |  |  |
|  | Фелікс Гораздовський  |  |  |  |  |  |  |  |  |  |  |  |  |  |  |  |
|  |                       |  |  |  |  |  |  |  |  |  |  |  |  |  |  |  |
|  |                       |  |  |  |  |  |  |  |  |  |  |  |  |  |  |  |
|  | Марія Добрянська      |  |  |  |  |  |  |  |  |  |  |  |  |  |  |  |
|  |                       |  |  |  |  |  |  |  |  |  |  |  |  |  |  |  |
|  |                       |  |  |  |  |  |  |  |  |  |  |  |  |  |  |  |
|  | Зигмунт Гораздовський |  |  |  |  |  |  |  |  |  |  |  |  |  |  |  |
|  |                       |  |  |  |  |  |  |  |  |  |  |  |  |  |  |  |
|  |                       |  |  |  |  |  |  |  |  |  |  |  |  |  |  |  |
|  | Онуфрій Лазовський    |  |  |  |  |  |  |  |  |  |  |  |  |  |  |  |
|  |                       |  |  |  |  |  |  |  |  |  |  |  |  |  |  |  |
|  |                       |  |  |  |  |  |  |  |  |  |  |  |  |  |  |  |
|  | Александра Лазовська  |  |  |  |  |  |  |  |  |  |  |  |  |  |  |  |
|  |                       |  |  |  |  |  |  |  |  |  |  |  |  |  |  |  |
|  |                       |  |  |  |  |  |  |  |  |  |  |  |  |  |  |  |
|  | Беніна Новосельська   |  |  |  |  |  |  |  |  |  |  |  |  |  |  |  |
|  |                       |  |  |  |  |  |  |  |  |  |  |  |  |  |  |  |
|  |                       |  |  |  |  |  |  |  |  |  |  |  |  |  |  |  |

## Життєпис
Зигмунт Кароль Гораздовський народився 1 листопада 1845 року в Сяніку в релігійній шляхетській родині другим із семи дітей Фелікса Гораздовського гербу Правдзіч та Олександри, уродженої Лазовської гербу Лада. 9 листопада 1845 р. його охрестив о. Валентій Войцеховський у францисканському костелі в Сяноку. Мав братів і сестер: Маріанну Гелену (1844—1881, одружена Корабєвська, вчителька), Мечиславу Стефанію (1846—1849), Мечислава Бонавентуру Александера (1849—1853), Казімежа Яна (1852–1853), Міхаліна Мечислава (1856—1879, вчителька), Марія Генрика (1859—1938, одружена Махальська, вчителька). Разом із родиною молодий Зигмунт пробув у Сяноку приблизно до 1850 року. У лютому 1846 року, перебуваючи у своїх родичів у Пстронгові, він уникнув смерті під час Галицького повстання (1846), коли його опікун сховав його під колесом млина. Приблизно в цей час він захворів на туберкульоз, який супроводжував його все життя. Навчався в початковій та середній школах у Перемишлі. Учнем восьмого класу неповної гімназії в 1863 році, не повідомивши батьків, долучився до Січневого повстання. Після поразки повстання повернувся до Перемишля і у 1864 р. склав іспит на атестат зрілості в місцевій гімназії. Після закінчення гімназії два роки вивчав право у Львівському університеті. У 1866 році він перериває навчання і вступає до Вищої духовної семінарії у Львові. Після закінчення семінарії, однак, не було вирішено висвятити його на священика через стан його здоров'я. Потім два роки лікувався через швидкий рецидив туберкульозу. Остаточно висвячений 25 липня 1871 р. у Львівській катедрі. Перші шість років працював вікарієм і адміністратором у Тартакові, Войнилові, Букачівцях, Городку та Жидачеві.

## Священницька та благодійна діяльність

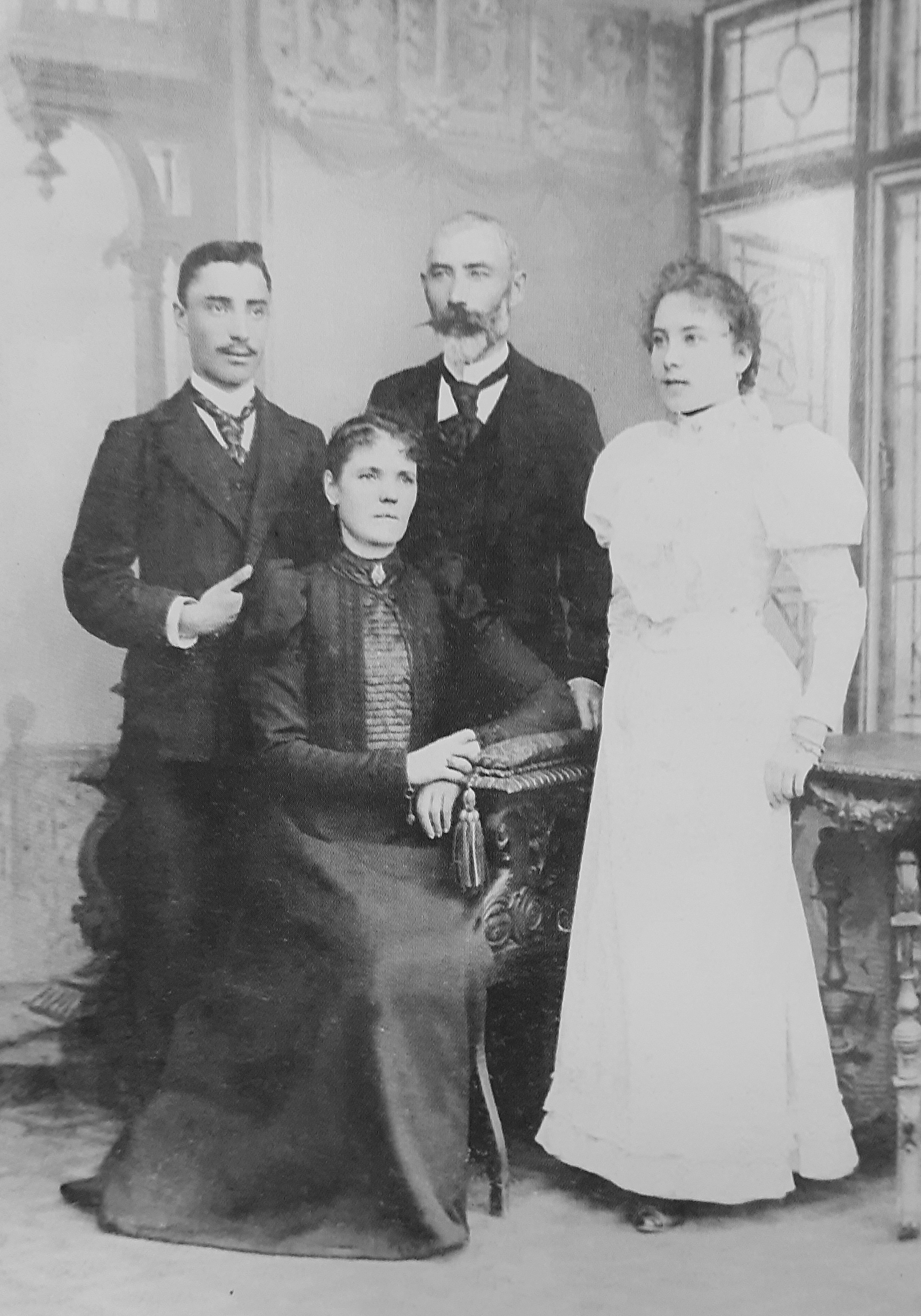
Зигмунд, Александра, Фелікс та Елена Гораздовські

У 1877 р. розпочав священицьку та благодійну діяльність у Львові. Спочатку він служив у церкві св. Мартина та в костелі Пресвятої Діви Марі́ї Сні́жної, а з липня 1878 р. багато років у костелі св. Миколая. На місцевій парафії він був спочатку вікарієм (разом з парохом о. Одельгевичем), потім адміністратором, а потім парохом (після відставки о. Грабовського).
Від початку свого служіння у Львові він займався працею для бідних, особливо допомагаючи вихідцям із жебрацтва. Наприкінці 1970-х років був асесором і секретарем Інституту бідних християн у Львові. Він активно брав участь у вже існуючих благодійних установах, засновував нові. Заснував дім добровільної праці для жебраків. З його ініціативи організовано дешеву народну кухню, де харчувалися робітники, студенти, школярі, діти, а найчастіше — біднота Львова. Там подавали близько 600 обідів на день (коористувався нею і святий брат Альберт Хмельовський, коли бував у Львові). Він заснував притулок для невиліковно хворих і видужаних святого Йосафата. Він створив будинок для людей похилого віку. Для бідних студентів учительської семінарії він відкрив будинок св. Йосафата, директором якої він був багато років. Зигмунт Гораздовський — засновник жіночого чернечого товариства «Сестри святого Йосипа» (17 лютого 1884). Сестри товариства несли службу в лікарнях та притулках, доглядали старих людей.
Викладав релігію в жіночому трудовому товаристві у Львові. Отримав титул почесного каноніка. 20 квітня 1905 р. призначений таємним камергером папи Пія Х. У 1908 р. став членом відділу Товариства милосердя провидіння у Львові, яке утримувало у цьому місті «Дім праці», який був для убогих.
У другій половині 80-х років він значився співзасновником і видавцем католицького журналу «Bonus Pastor». З метою навчання німецькомовних дітей із католицьких родин, які навчалися в євангельських школах, він ініціював створення для них школи з навчанням німецькою мовою. Це зустріло негативну реакцію польських національних кіл, звинувативши священика в участі в германізації. Справу заспокоїв архієпископ Юзеф Більчевський і нарешті, у 1903 році було засновано католицьку 4-класну народну школу. св. Йосипа, якою керували Брати християнських шкіл, привезені до Львова завдяки старанням о. Гораздовського. За кілька років до початку Першої світової війни (1914 р.) він вирішив створити католицький часопис і в цьому дусі деякий час співпрацював із «Герольдом Польським» Станіслава Брандовського, а після непорозуміння з ним заснував власний журнал — Gazeta Codzienna, для якої він придбав нерухомість і друкарню. Через проблеми, спричинені особою, яка співпрацювала з ним у видачі вищезазначеної газети, в останні роки життя склав з себе посаду пароха парафії св. Миколая та оселився у львівському монастирі сестер святого Йосипа. Там він і помер 1 січня 1920 року. Похований на Личаківському цвинтарі у Львові.

## Беатифікація
Був зарахований до блаженних 26 червня 2001 року папою Іваном Павлом II. Канонізований папою Бенедиктом XVI у Римі 23 жовтня 2005 року.
«Сестри святого Йосипа» і сьогодні продовжують нести службу та обов'язки, покладені на них своїм засновником, працюють у восьми країнах світу з бідними, хворими та страждаючими, а також у сфері освіти.

## Світлини

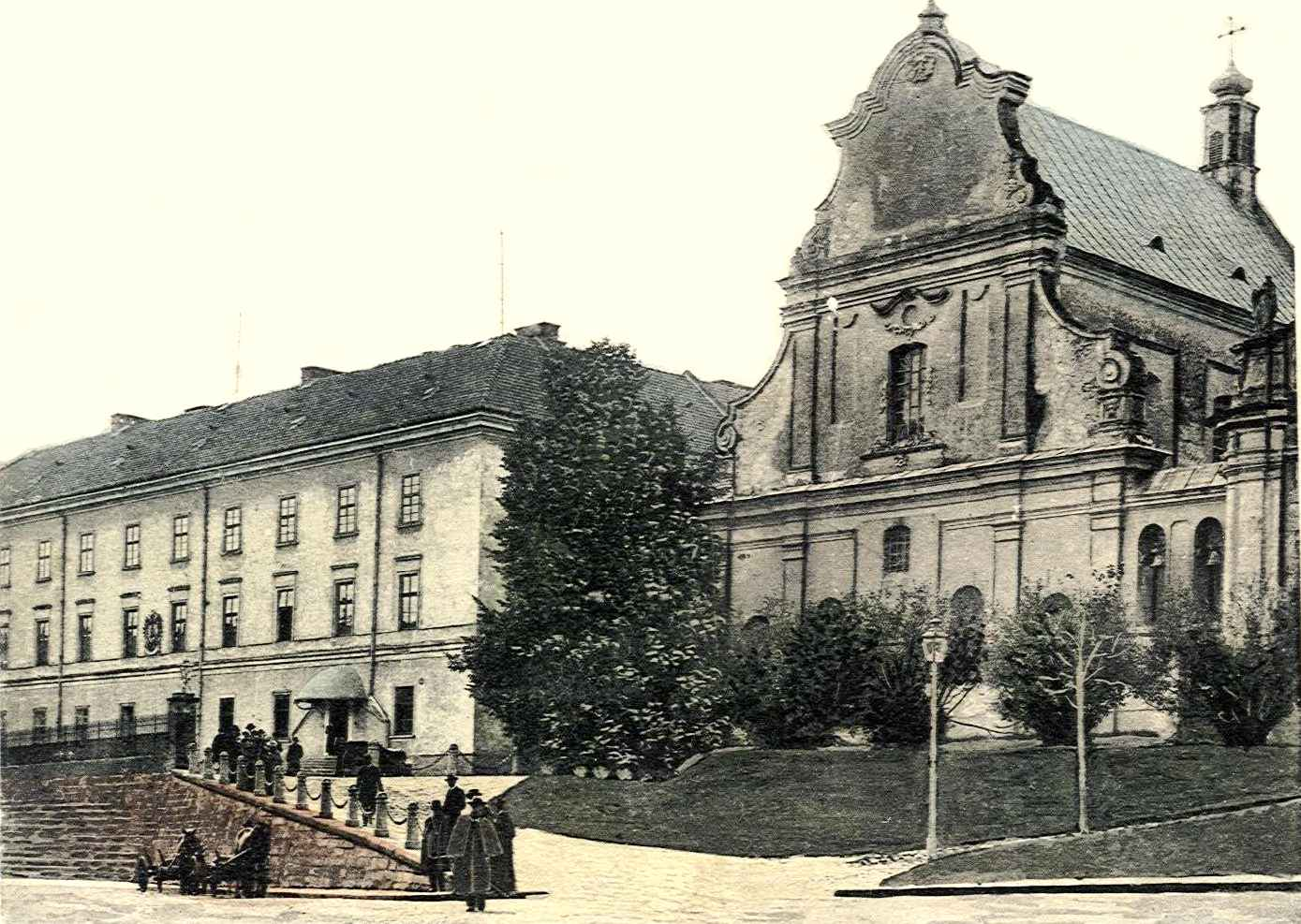
Церква святого Миколая у Львові
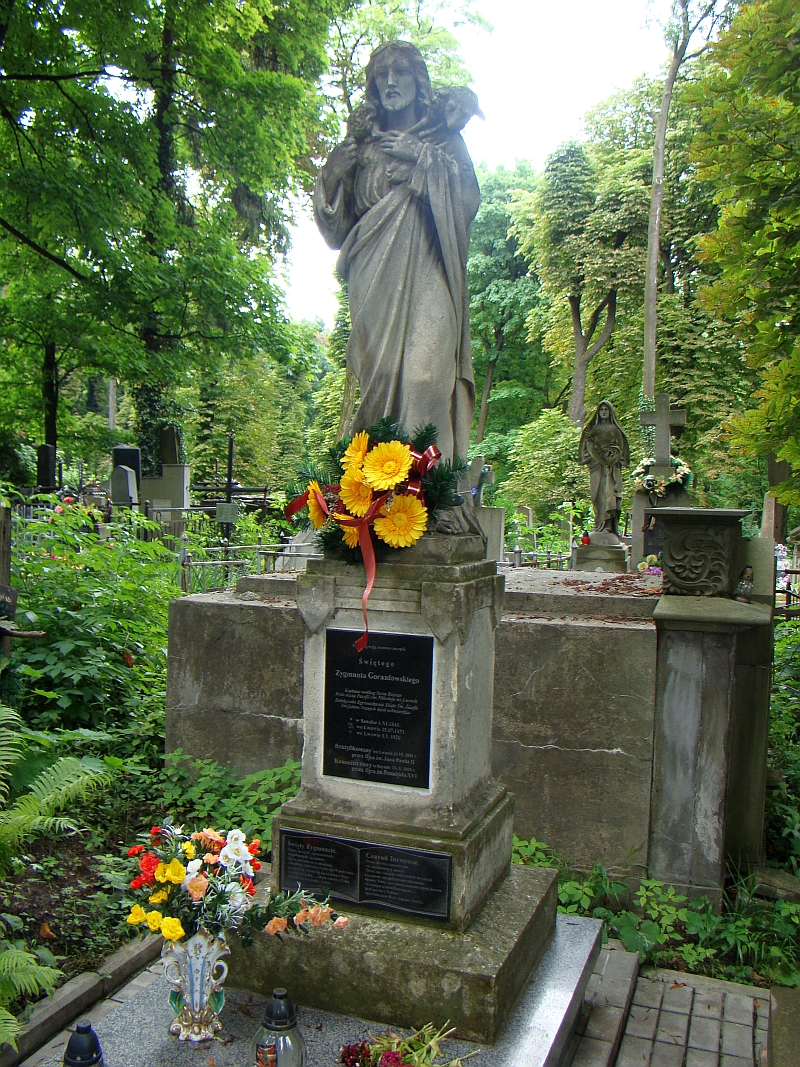
Могила св. Зигмунта Кароля Гораздовського на Личаківському цвинтарі у Львові
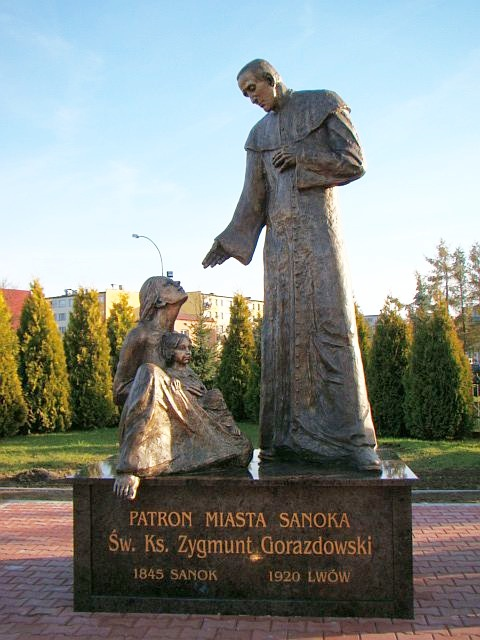
Пам'ятник при костелі Христа Царя в Сяноку
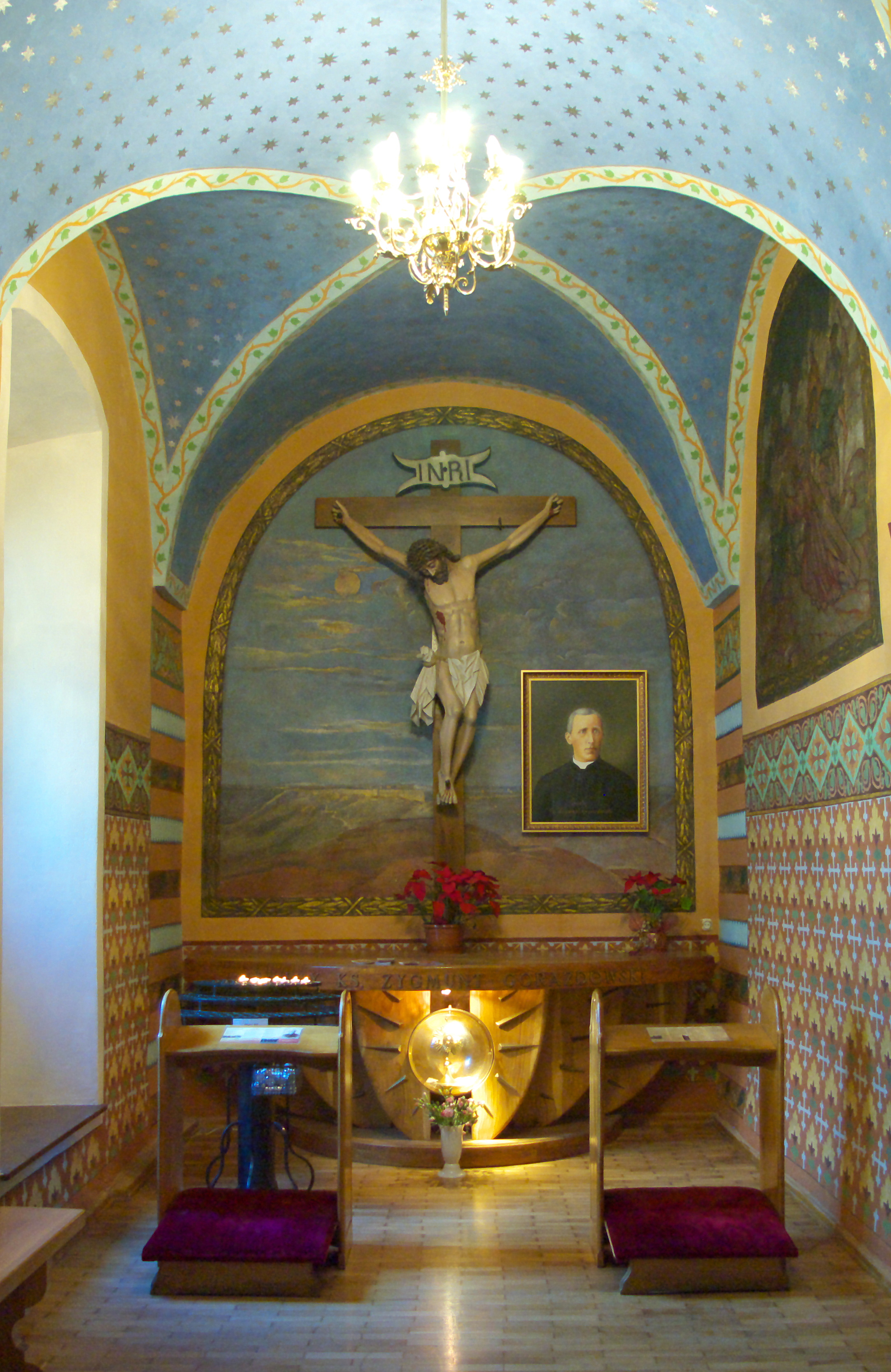
Каплиця св. Зигмунта Гораздовського у францисканському монастирі в Сяноку
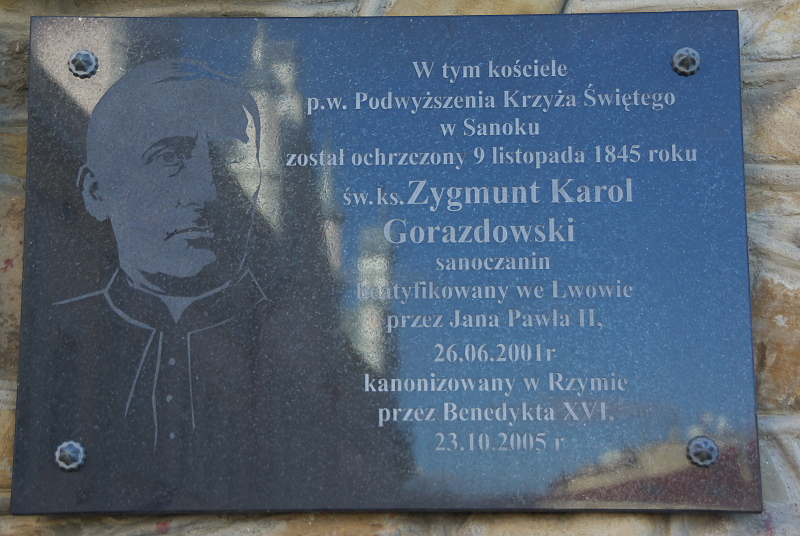
Пам'ятна дошка на фасаді костелу францисканців у Сяноку
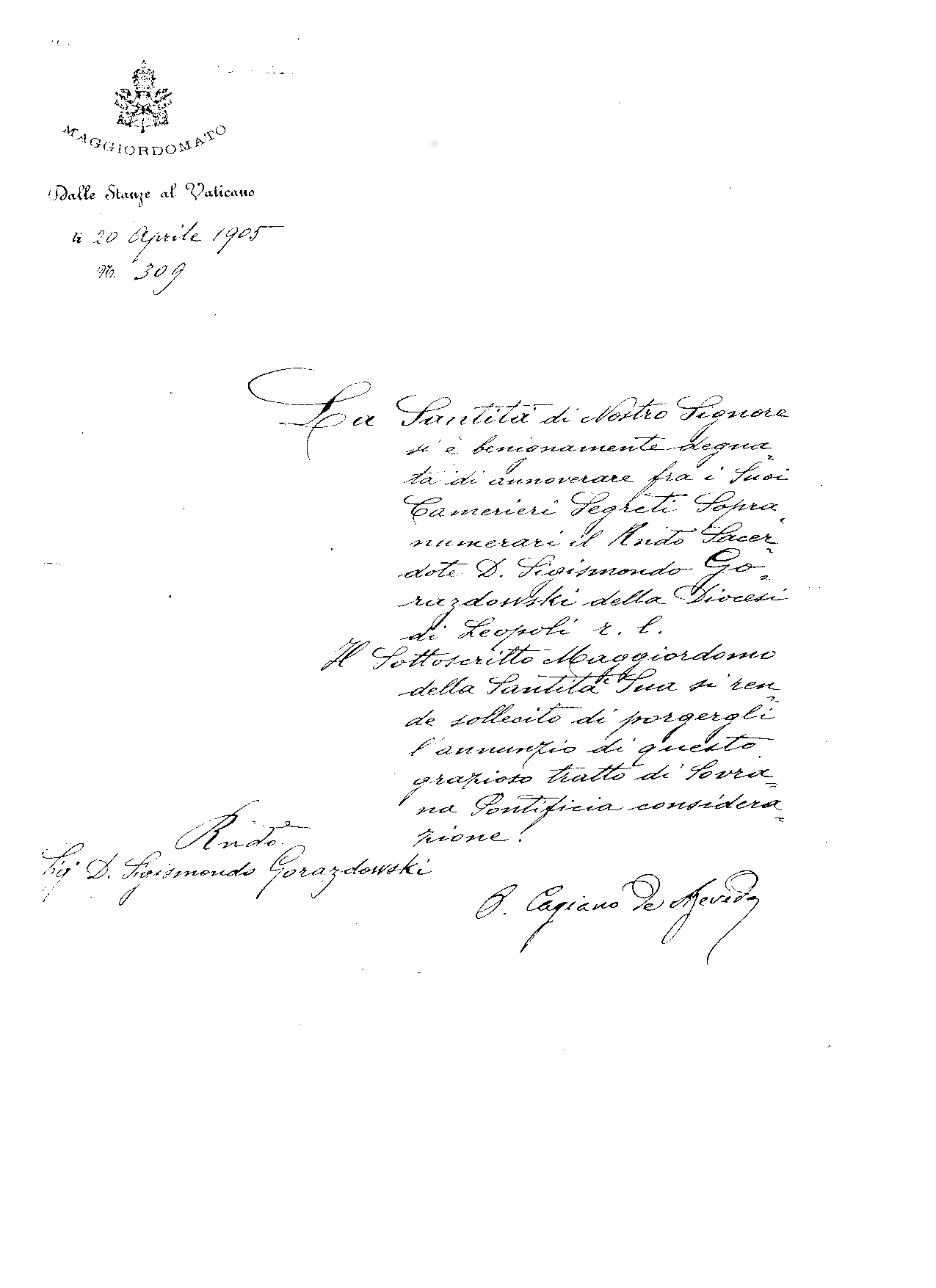
Призначення папським камергером
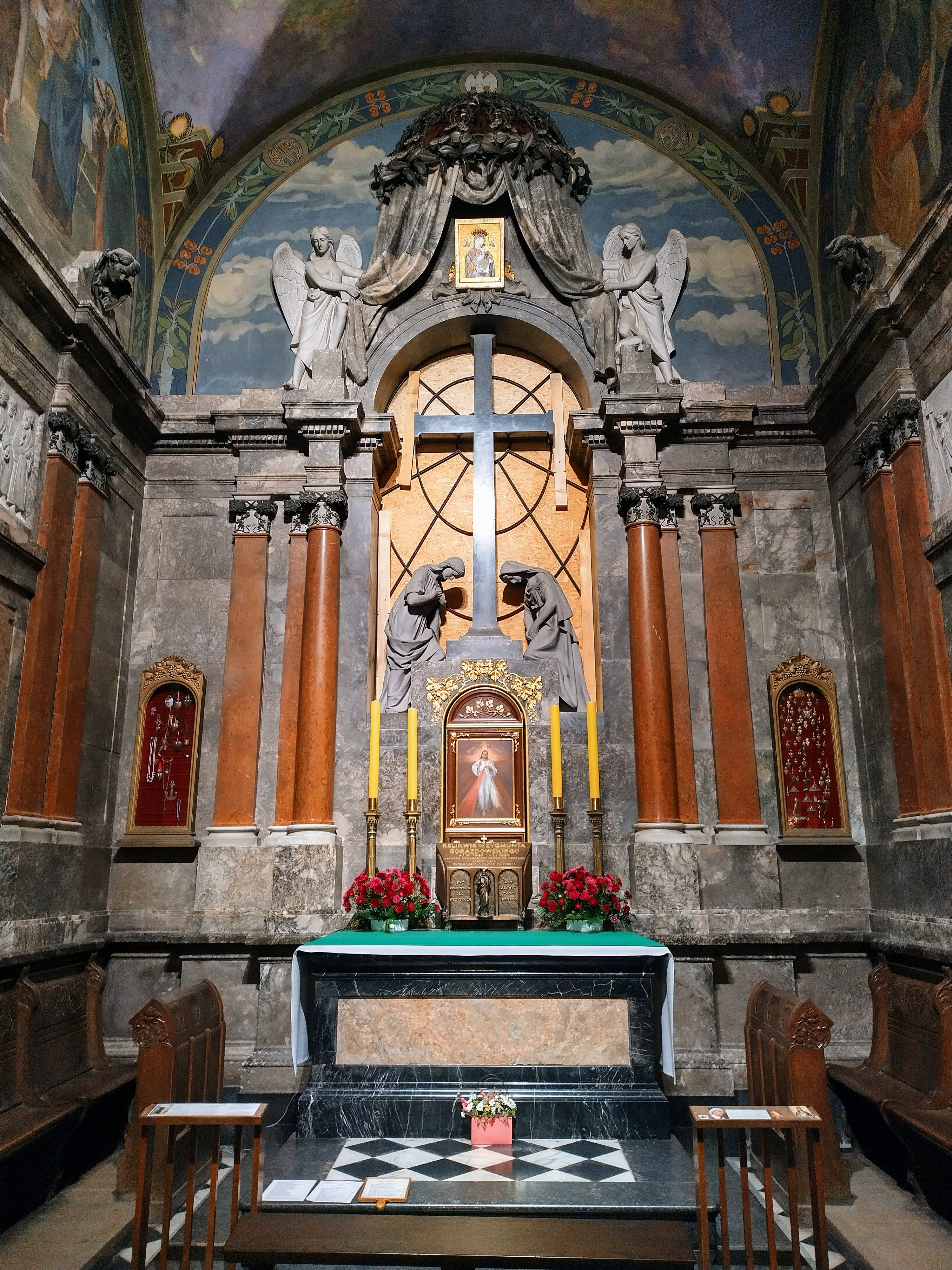
Реліквії Зигмунда Гораздовського у Латинському катедральному соборі Львова